# Arctia pulchra
Arctia pulchra là một loài bướm đêm thuộc phân họ Arctiinae, họ Erebidae.